# Acanthagrion chararum
Acanthagrion chararum là một loài chuồn chuồn kim trong họ Coenagrionidae.
Acanthagrion chararum được Calvert miêu tả khoa học năm 1909.